# Неоклассический синтез
Неоклассический синтез (англ. neoclassical synthesis), или неоклассическо-кейнсианский синтез, — направление в экономической науке, интегрирующее теоретические положения неоклассической и кейнсианской школ. Микроэкономический компонент синтеза основан на неоклассическом учении, а в макроэкономической концепции преобладают идеи Дж. М. Кейнса. Направление возникло во второй половине XX века и на данный момент занимает доминирующее положение в экономическом мейнстриме.
Теорию неоклассического синтеза характеризует дуалистический подход, попытка совместить неоклассический микроанализ с принципами кейнсианского макроанализа. В микроанализе данное направление допускает наличие конкурентного рынка, где решающая роль принадлежит потребителю. Также в микроанализе допускается негибкость цен.
Теории в изолированном состоянии противоречили друг другу: Кейнс утверждал, что нерегулируемый рынок не может обеспечить ни оптимального распределения ресурсов, ни полной занятости. Однако преодоление противоречий представлялось достаточно перспективным ввиду достоинств каждой из школ. Неоклассика представляла собой цельную систему знаний, кейнсианство же предлагало рецепты для ослабления кризисных последствий.
Согласно неоклассическому синтезу, причиной неполной занятости является негибкость заработной платы. Для достижения полной занятости необходимо понизить ставку заработной платы до уровня, при котором предприниматели смогут нанять всех желающих. Этого можно достигнуть путем повышения цен, повышения реальной заработной платы и снижения номинальной заработной платы. Однако осуществление подобного сценария возможно лишь в том случае, когда экономические агенты не различают номинальные и реальные величины, что противоречит принципу рациональности и информированности.
Взаимная адаптация доктрин началась вскоре после публикации «Общей теории занятости, процента и денег» Кейнса — в 1937 г. Джон Хикс представил модель IS-LM. В целом Хикс внёс значительный вклад в развитие теории. Главным же популяризатором синтеза стал его американский коллега Пол Самуэльсон, чему поспособствовал успех его книги «Экономика: вводный анализ». Модели спроса и предложения применялись к кейнсианскому учению: стимулы и расходы принимались за детерминанты принимаемых решений. К примеру, теория потребления утверждает, что цены (как расходы) и доходы влияют на объём спроса.